# Ay ay ay
Ay ay ay es el segundo álbum de estudio del grupo musical de Argentina Los Piojos. Grabado y mezclado en 1994 en el estudio Del Cielito Records. Fue el primer trabajo con Alfredo Toth y Adrián Bilbao como guías, ellos les imprimieron una buena dosis de trabajo, haciéndolos ensayar un mes antes de entrar al estudio. El disco fue reeditado en el año 2007 por El Farolito Discos. Este disco se destaca una evolución en la banda, siguiendo con su fórmula de tocar diferentes estilos como el rock and roll, hard rock, candombe, samba, como así también mezclandolo con la psicodelia y el art rock.

## Grabación
Algunas cosas había que adaptar. La canción que le da nombre al álbum de estudio duraba en vivo entre quince y veinte minutos, y no podía grabarse de esa forma. La formación tampoco era la misma, con la deserción de la teclista Lisa Di Cione, el quinteto quedó conformado por Andrés Ciro Martínez en voz y armónica, Daniel "Piti" Fernández con la guitarra y en coros, Miguel Ángel "Micky" Rodríguez en el bajo y en coros, Gustavo H. Kupinski en guitarras y coros y Daniel Buira en la batería y percusión. Este segundo álbum de Los Piojos fue dedicado a Diego Armando Maradona. Como lanzamiento del disco filman un video musical para la canción «Babilonia». A partir de ahí, tanto el personal estilo del grupo musical como las interesantes letras de Andrés Ciro Martínez, comienzan a trascender las fronteras y sus canciones, a sonar en radios no alternativas. La escenografía en los escenarios, trabajada para cada fecha, ya era costumbre. El color rojo del segundo disco, Ay ay ay, conocido como "El disco rojo" llenaba los ojos. En una época, los subterráneos de Buenos Aires musicalizaban un spot propio con la canción «Chac tu chac».

## Lista de canciones
Todas las letras escritas por Andrés Ciro Martínez, excepto donde está anotado.
| N.º | Título                                 | Música                                  | Duración |  |
| 1.  | «Arco»                                 | Andrés Ciro Martínez                    | 4:10     |  |
| 2.  | «Babilonia»                            | Los Piojos                              | 2:26     |  |
| 3.  | «Ay ay ay»                             | Los Piojos                              | 5:18     |  |
| 4.  | «Pistolas»                             | Los Piojos                              | 4:55     |  |
| 5.  | «Angelito»                             | Andrés Ciro Martínez                    | 5:30     |  |
| 6.  | «Manise»                               | Los Piojos                              | 3:53     |  |
| 7.  | «Ximenita»                             | Andrés Ciro Martínez                    | 1:51     |  |
| 8.  | «Ando ganas (Llora llora)»             | Los Piojos                              | 5:30     |  |
| 9.  | «Fumigator»                            | Los Piojos                              | 4:31     |  |
| 10. | «Muy despacito»                        | Andrés Ciro Martínez y Daniel Fernández | 6:02     |  |
| 11. | «Es sentir» (A. C. Martínez, D. Buira) | Los Piojos                              | 4:28     |  |
| 12. | «Te diría»                             | Andrés Ciro Martínez                    | 5:16     |  |
| 13. | «Arco II»                              | Andrés Ciro Martínez                    | 2:24     |  |

## Posicionamiento en listas
| Listas (2025)     | Mejor posición |
| ----------------- | -------------- |
| Argentina (CAPIF) | 4              |

## Créditos
- Andrés Ciro Martínez: Voz, armónica, guitarra y coros.
- Daniel "Piti" Fernández: Guitarras y coros.
- Gustavo "Tavo" Kupinski: Guitarras y coros.
- Miguel Ángel "Micky" Rodríguez: Bajo y coros.
- Daniel "Dani" Buira: Batería, percusión y coros.